# Droits de l'homme au Burkina Faso
Les droits de l'homme au Burkina Faso sont traités dans sa constitution, qui a été ratifiée en 1991. Le rapport 2009 sur les droits de l'homme du département d'État des États-Unis fait état de préoccupations concernant les restrictions imposées à la presse et au fonctionnement du système judiciaire. Dans son rapport de 2021, Human Rights Watch décrit la situation des droits humains au Burkina Faso comme étant « précaire » à la lumière des violences continues commises par les islamistes, les forces de sécurité gouvernementales et les milices pro-gouvernementales.

## Constitution et réponse législative
Approuvée en 1991, la constitution du Burkina Faso traite des libertés civiles fondamentales du peuple. Le gouvernement a également ratifié de nombreux traités des Nations unies tels que le Pacte international relatif aux droits civils et politiques (PIDCP) et la Convention sur l'élimination de toutes les formes de discrimination à l'égard des femmes (CEDAW).
Le gouvernement a lancé des enquêtes sur les violations des droits de l'homme qui auraient été commises en son nom, y compris la mort de plus de 200 hommes à Djibo qui auraient été causées par les forces de sécurité pro-gouvernementales, bien que peu d'informations aient été fournies sur les résultats de ces enquêtes. La Direction de la justice militaire est créée pour enquêter sur les crimes commis par les forces gouvernementales, mais elle est extrêmement sous-financée.
En réponse à la pandémie de COVID-19 en cours dans le pays, le gouvernement burkinabé libère 1200 détenus pour empêcher sa propagation dans les prisons. Il élargit également l'offre d'apprentissage par le biais de la radio, de la télévision et des plateformes en ligne à la lumière des fermetures d'écoles pour empêcher la propagation du coronavirus,. Des efforts sont également faits pour renforcer la sécurité dans les écoles du pays afin de les protéger des attaques islamistes.

## Problèmes

### Forces gouvernementales
Amnesty International fait part de ses inquiétudes concernant l'arrestation arbitraire de manifestants et le non-respect du principe d'une procédure régulière. En mars 2020, les forces de sécurité gouvernementales auraient exécuté 23 personnes à Cissa ; le mois suivant, 31 autres détenus ont été tués quelques heures après avoir été arrêtés lors d'une opération antiterroriste à Djibo. En mai 2020, douze hommes arrêtés par des gendarmes à Tanwalbougou sont par la suite retrouvés morts dans leurs cellules ; il est rapporté qu'ils ont été abattus. Les forces de sécurité auraient également agressé physiquement des réfugiés maliens cherchant refuge au Burkina Faso sous prétexte de rechercher des terroristes islamistes dans les camps de réfugiés du pays.

### Milices
Le Burkina Faso a longtemps contenu en son sein des milices locales connues sous le nom de Koglweogo, qui sont pro-gouvernementales. Des inquiétudes apparaissent autour des milices, composées en grande partie de l'ethnie mossi, qui commettent des atrocités, dont le massacre d'une quarantaine d'hommes à Yirgou en 2019. En janvier 2020, une loi adoptée par le gouvernement burkinabé englobe les Koglweogo dans les Volontaires pour la défense de la patrie (VDP), qui reçoivent un soutien et une formation officiels du gouvernement. Par la suite, des membres du VDP sont accusés du meurtre de 19 hommes près de Manja Hien en février 2020, et d'attaques contre des villages peuls du Yatenga, au cours desquelles 43 personnes sont tuées.
Sur le plan international, les forces burkinabé sont également accusées des exécutions extrajudiciaires d'au moins 50 personnes lors d'escarmouches transfrontalières au Mali en 2020.

### Islamistes
Une insurrection islamiste se produit dans le pays, les attaques contre les citoyens étant justifiées par les insurgés en liant les victimes au gouvernement, aux milices armées, à l'Occident et au christianisme. Des massacres sont notamment commis contre les ethnies Mossi et Foulse, dont le meurtre de 35 personnes à Arbinda en décembre 2019 ; la mort de 90 villageois lors d'attaques séparées contre Rofénèga, Nagraogo et Silgadji en janvier 2020 ; et la mort de plus de 40 villageois lors d'attaques à Lamdamol et Pansi (en) en février 2020. Des groupes islamistes utilisent également des engins explosifs améliorés pour cibler les victimes. L'enlèvement est également une tactique courante; en juillet 2020, le chef du village de Nassoumbou est enlevé et détenu pendant deux mois ; tandis qu'en août 2020, Sonibou Cissé, le grand imam de Djibo, est exécuté quelques jours après avoir été enlevé.
Les islamistes ciblent également les écoles du Burkina Faso. Entre janvier et août 2020, au moins quarante écoles sont incendiées et pillées, et des enseignants sont tués, battus, enlevés, volés et menacés. Avant la fermeture par le gouvernement de toutes les écoles burkinabés en raison de la pandémie de COVID-19 en mars 2020, environ 2500 écoles avaient déjà fermé en raison d'attaques islamistes et de préoccupations concernant la sécurité des élèves, affectant 350 000 élèves.

## Situation historique
Le tableau suivant montre les notes du Burkina Faso depuis 1972 dans les rapports Freedom in the World, publiés chaque année par Freedom House, financé par le gouvernement américain. Un score de 1 est « le plus libre » et 7 est « le moins libre ».
| \| Année \| Droits civiques \| Libertés publiques \| Statut \| Président[11] \| \| 1972 \| 3 \| 4 \| Partiellement libre \| Sangoulé Lamizana \| \| 1973 \| 3 \| 4 \| Partiellement libre \| Sangoulé Lamizana \| \| 1974 \| 6 \| 4 \| Partiellement libre \| Sangoulé Lamizana \| \| 1975 \| 6 \| 4 \| Partiellement libre \| Sangoulé Lamizana \| \| 1976 \| 5 \| 5 \| Partiellement libre \| Sangoulé Lamizana \| \| 1977 \| 5 \| 4 \| Partiellement libre \| Sangoulé Lamizana \| \| 1978 \| 2 \| 3 \| Libre \| Sangoulé Lamizana \| \| 1979 \| 2 \| 3 \| Libre \| Sangoulé Lamizana \| \| 1980 \| 6 \| 5 \| Partiellement libre \| Sangoulé Lamizana \| \| 1981 \| 6 \| 5 \| Partiellement libre \| Saye Zerbo \| \| 1982[12] \| 6 \| 5 \| Partiellement libre \| Saye Zerbo \| \| 1983 \| 6 \| 5 \| Partiellement libre \| Jean-Baptiste Ouédraogo \| \| 1984 \| 7 \| 5 \| Non libre \| Thomas Sankara \| \| 1985 \| 7 \| 6 \| Non libre \| Thomas Sankara \| \| 1986 \| 7 \| 6 \| Non libre \| Thomas Sankara \| \| 1987 \| 7 \| 6 \| Non libre \| Thomas Sankara \| \| 1988 \| 7 \| 6 \| Non libre \| Blaise Compaoré \| \| 1989 \| 6 \| 5 \| Non libre \| Blaise Compaoré \| \| 1990 \| 6 \| 5 \| Non libre \| Blaise Compaoré \| \| 1991 \| 6 \| 5 \| Non libre \| Blaise Compaoré \| \| 1992 \| 5 \| 5 \| Partiellement libre \| Blaise Compaoré \| \| 1993 \| 5 \| 4 \| Partiellement libre \| Blaise Compaoré \| \| 1994 \| 5 \| 4 \| Partiellement libre \| Blaise Compaoré \| \| 1995 \| 5 \| 4 \| Partiellement libre \| Blaise Compaoré \| \| 1996 \| 5 \| 4 \| Partiellement libre \| Blaise Compaoré \| \| 1997 \| 5 \| 4 \| Partiellement libre \| Blaise Compaoré \| \| 1998 \| 5 \| 4 \| Partiellement libre \| Blaise Compaoré \| \| 1999 \| 4 \| 4 \| Partiellement libre \| Blaise Compaoré \| \| 2000 \| 4 \| 4 \| Partiellement libre \| Blaise Compaoré \| \| 2001 \| 4 \| 4 \| Partiellement libre \| Blaise Compaoré \| \| 2002 \| 4 \| 4 \| Partiellement libre \| Blaise Compaoré \| \| 2003 \| 4 \| 4 \| Partiellement libre \| Blaise Compaoré \| \| 2004 \| 5 \| 4 \| Partiellement libre \| Blaise Compaoré \| \| 2005 \| 5 \| 3 \| Partiellement libre \| Blaise Compaoré \| \| 2006 \| 5 \| 3 \| Partiellement libre \| Blaise Compaoré \| \| 2007 \| 5 \| 3 \| Partiellement libre \| Blaise Compaoré \| \| 2008 \| 5 \| 3 \| Partiellement libre \| Blaise Compaoré \| \| 2009 \| 5 \| 3 \| Partiellement libre \| Blaise Compaoré \| \| 2010 \| 5 \| 3 \| Partiellement libre \| Blaise Compaoré \| \| 2011 \| 5 \| 3 \| Partiellement libre \| Blaise Compaoré \| \| 2012 \| 5 \| 3 \| Partiellement libre \| Blaise Compaoré \| \| 2013 \| 5 \| 3 \| Partiellement libre \| Blaise Compaoré \| \| 2014[13] \| 6 \| 3 \| Partiellement libre \| Blaise Campaoré \| |                 |                    |                     |                         |
| Année | Droits civiques | Libertés publiques | Statut              | Président               |
| 1972 | 3               | 4                  | Partiellement libre | Sangoulé Lamizana       |
| 1973 | 3               | 4                  | Partiellement libre | Sangoulé Lamizana       |
| 1974 | 6               | 4                  | Partiellement libre | Sangoulé Lamizana       |
| 1975 | 6               | 4                  | Partiellement libre | Sangoulé Lamizana       |
| 1976 | 5               | 5                  | Partiellement libre | Sangoulé Lamizana       |
| 1977 | 5               | 4                  | Partiellement libre | Sangoulé Lamizana       |
| 1978 | 2               | 3                  | Libre               | Sangoulé Lamizana       |
| 1979 | 2               | 3                  | Libre               | Sangoulé Lamizana       |
| 1980 | 6               | 5                  | Partiellement libre | Sangoulé Lamizana       |
| 1981 | 6               | 5                  | Partiellement libre | Saye Zerbo              |
| 1982 | 6               | 5                  | Partiellement libre | Saye Zerbo              |
| 1983 | 6               | 5                  | Partiellement libre | Jean-Baptiste Ouédraogo |
| 1984 | 7               | 5                  | Non libre           | Thomas Sankara          |
| 1985 | 7               | 6                  | Non libre           | Thomas Sankara          |
| 1986 | 7               | 6                  | Non libre           | Thomas Sankara          |
| 1987 | 7               | 6                  | Non libre           | Thomas Sankara          |
| 1988 | 7               | 6                  | Non libre           | Blaise Compaoré         |
| 1989 | 6               | 5                  | Non libre           | Blaise Compaoré         |
| 1990 | 6               | 5                  | Non libre           | Blaise Compaoré         |
| 1991 | 6               | 5                  | Non libre           | Blaise Compaoré         |
| 1992 | 5               | 5                  | Partiellement libre | Blaise Compaoré         |
| 1993 | 5               | 4                  | Partiellement libre | Blaise Compaoré         |
| 1994 | 5               | 4                  | Partiellement libre | Blaise Compaoré         |
| 1995 | 5               | 4                  | Partiellement libre | Blaise Compaoré         |
| 1996 | 5               | 4                  | Partiellement libre | Blaise Compaoré         |
| 1997 | 5               | 4                  | Partiellement libre | Blaise Compaoré         |
| 1998 | 5               | 4                  | Partiellement libre | Blaise Compaoré         |
| 1999 | 4               | 4                  | Partiellement libre | Blaise Compaoré         |
| 2000 | 4               | 4                  | Partiellement libre | Blaise Compaoré         |
| 2001 | 4               | 4                  | Partiellement libre | Blaise Compaoré         |
| 2002 | 4               | 4                  | Partiellement libre | Blaise Compaoré         |
| 2003 | 4               | 4                  | Partiellement libre | Blaise Compaoré         |
| 2004 | 5               | 4                  | Partiellement libre | Blaise Compaoré         |
| 2005 | 5               | 3                  | Partiellement libre | Blaise Compaoré         |
| 2006 | 5               | 3                  | Partiellement libre | Blaise Compaoré         |
| 2007 | 5               | 3                  | Partiellement libre | Blaise Compaoré         |
| 2008 | 5               | 3                  | Partiellement libre | Blaise Compaoré         |
| 2009 | 5               | 3                  | Partiellement libre | Blaise Compaoré         |
| 2010 | 5               | 3                  | Partiellement libre | Blaise Compaoré         |
| 2011 | 5               | 3                  | Partiellement libre | Blaise Compaoré         |
| 2012 | 5               | 3                  | Partiellement libre | Blaise Compaoré         |
| 2013 | 5               | 3                  | Partiellement libre | Blaise Compaoré         |
| 2014 | 6               | 3                  | Partiellement libre | Blaise Campaoré         |

## Traités internationaux
Les positions du Burkina Faso sur les traités internationaux relatifs aux droits de l'homme sont les suivantes :
| \| Traité \| Organisation \| Introduit \| Signé \| Ratifié \| \| Convention pour la prévention et la répression du crime de génocide[14] \| Nations unies \| 1948 \| - \| 1965 \| \| Convention internationale sur l'élimination de toutes les formes de discrimination raciale[15] \| Nations unies \| 1966 \| - \| 1974 \| \| Pacte international relatif aux droits économiques, sociaux et culturels[16] \| Nations unies \| 1966 \| - \| 1999 \| \| Pacte international relatif aux droits civils et politiques[17] \| Nations unies \| 1966 \| - \| 1999 \| \| Premier protocole facultatif au Pacte international relatif aux droits civils et politiques[18] \| Nations unies \| 1966 \| - \| 1999 \| \| Convention sur l'imprescriptibilité des crimes de guerre et des crimes contre l'humanité[19] \| Nations unies \| 1968 \| - \| - \| \| Convention internationale sur l'élimination et la répression du crime d'apartheid[20] \| Nations unies \| 1973 \| 1976 \| 1978 \| \| Convention sur l'élimination de toutes les formes de discrimination à l'égard des femmes[21] \| Nations unies \| 1979 \| - \| 1987 \| \| Convention contre la torture et autres peines ou traitements cruels, inhumains ou dégradants[22] \| Nations unies \| 1984 \| - \| 1999 \| \| Convention relative aux droits de l'enfant[23] \| Nations unies \| 1989 \| 1990 \| 1990 \| \| Deuxième protocole facultatif se rapportant au Pacte international relatif aux droits civils et politiques, visant à abolir la peine de mort[24] \| Nations unies \| 1989 \| - \| - \| \| Convention internationale sur la protection des droits de tous les travailleurs migrants et des membres de leur famille[25] \| Nations unies \| 1990 \| 2001 \| 2003 \| \| Protocole facultatif à la Convention sur l'élimination de toutes les formes de discrimination à l'égard des femmes[26] \| Nations unies \| 1999 \| 2001 \| 2005 \| \| Protocole facultatif à la Convention relative aux droits de l'enfant concernant l'implication d'enfants dans les conflits armés[27] \| Nations unies \| 2000 \| 2001 \| 2007 \| \| Protocole facultatif sur la vente d'enfants, la prostitution des enfants et la pornographie mettant en scène des enfants[28] \| Nations unies \| 2000 \| 2001 \| 2006 \| \| Convention relative aux droits des personnes handicapées[29] \| Nations unies \| 2006 \| 2007 \| 2009 \| \| Protocole facultatif à la Convention relative aux droits des personnes handicapées[30] \| Nations unies \| 2006 \| 2009 \| -2009 \| \| Convention internationale pour la protection de toutes les personnes contre les disparitions forcées[31] \| Nations unies \| 2006 \| 2007 \| 2009 \| \| Protocole facultatif au Pacte international relatif aux droits économiques, sociaux et culturels[32] \| Nations unies \| 2008 \| - \| - \| \| Protocole facultatif à la Convention relative aux droits de l'enfant sur une procédure de communication[33] \| Nations unies \| 2011 \| - \| - \| |               |           |       |         |
| Traité | Organisation  | Introduit | Signé | Ratifié |
| Convention pour la prévention et la répression du crime de génocide | Nations unies | 1948      | -     | 1965    |
| Convention internationale sur l'élimination de toutes les formes de discrimination raciale | Nations unies | 1966      | -     | 1974    |
| Pacte international relatif aux droits économiques, sociaux et culturels | Nations unies | 1966      | -     | 1999    |
| Pacte international relatif aux droits civils et politiques | Nations unies | 1966      | -     | 1999    |
| Premier protocole facultatif au Pacte international relatif aux droits civils et politiques | Nations unies | 1966      | -     | 1999    |
| Convention sur l'imprescriptibilité des crimes de guerre et des crimes contre l'humanité | Nations unies | 1968      | -     | -       |
| Convention internationale sur l'élimination et la répression du crime d'apartheid | Nations unies | 1973      | 1976  | 1978    |
| Convention sur l'élimination de toutes les formes de discrimination à l'égard des femmes | Nations unies | 1979      | -     | 1987    |
| Convention contre la torture et autres peines ou traitements cruels, inhumains ou dégradants | Nations unies | 1984      | -     | 1999    |
| Convention relative aux droits de l'enfant | Nations unies | 1989      | 1990  | 1990    |
| Deuxième protocole facultatif se rapportant au Pacte international relatif aux droits civils et politiques, visant à abolir la peine de mort | Nations unies | 1989      | -     | -       |
| Convention internationale sur la protection des droits de tous les travailleurs migrants et des membres de leur famille | Nations unies | 1990      | 2001  | 2003    |
| Protocole facultatif à la Convention sur l'élimination de toutes les formes de discrimination à l'égard des femmes | Nations unies | 1999      | 2001  | 2005    |
| Protocole facultatif à la Convention relative aux droits de l'enfant concernant l'implication d'enfants dans les conflits armés | Nations unies | 2000      | 2001  | 2007    |
| Protocole facultatif sur la vente d'enfants, la prostitution des enfants et la pornographie mettant en scène des enfants | Nations unies | 2000      | 2001  | 2006    |
| Convention relative aux droits des personnes handicapées | Nations unies | 2006      | 2007  | 2009    |
| Protocole facultatif à la Convention relative aux droits des personnes handicapées | Nations unies | 2006      | 2009  | -2009   |
| Convention internationale pour la protection de toutes les personnes contre les disparitions forcées | Nations unies | 2006      | 2007  | 2009    |
| Protocole facultatif au Pacte international relatif aux droits économiques, sociaux et culturels | Nations unies | 2008      | -     | -       |
| Protocole facultatif à la Convention relative aux droits de l'enfant sur une procédure de communication | Nations unies | 2011      | -     | -       |